# A halál ára
A halál ára (The Brave) 1997-ben bemutatott amerikai filmdráma Johnny Depp rendezésében. A forgatókönyvet Depp bátyjával, D. P. Depp-pel közösen írta, Gregory McDonald regénye alapján. Johnny Depp játssza a főszereplő Raphaelt is.

## Történet
A történet valahol Amerikában, egy eldugott kis településen játszódik, ahol kegyetlen viszonyok uralkodnak. Itt él Raphael (Johnny Depp) feleségével, Ritával (Elpidia Carrillo) és két gyermekével, Frankie-vel és Martával (Cody Lightning és Nicole Mancera) rendkívül rossz körülmények között. A településre érkező idegen pénzt és jó életet ajánl a férfi családjának, amennyiben Raphael vállalja, hogy a kamerák kereszttüzében nyilvánosan halálra kínozzák. A film Raphael életének utolsó hetét követi végig, mielőtt meggyilkolják.

## Szereplők
| Szereplő      | Színész                    | Magyar hang         |
| ------------- | -------------------------- | ------------------- |
| Raphael       | Johnny Depp                | Viczián Ottó        |
| Larry         | Marshall Bell              | Rosta Sándor        |
| Rita          | Elpidia Carrillo           | Majsai-Nyilas Tünde |
| Lou az öreg   | Frederic Forrest           | Varga Tamás         |
| Luis          | Luis Guzmán                | Kálloy Molnár Péter |
| Lou a fiatal  | Max Perlich                | Hegedűs Miklós      |
| Alessandro    | Pepe Serna                 | Balázsi Gyula       |
| Raphael apja  | Floyd 'Red Crow' Westerman | Izsóf Vilmos        |
| Maria         | Lupe Ontiveros             | Illyés Mari         |
| Heyman        | Alexis Cruz                | Szvetlov Balázs     |
| Frankie       | Cody Lightning             | Czető Roland        |
| Stratton atya | Clarence Williams III      | Sörös Sándor        |
| McCarthy      | Marlon Brando              | Makai Sándor        |